# Farligt begær
Farligt begær (originaltitel: Fatal Attraction) er en thriller fra 1987 om en gift mand som har en weekends-affære med en kvinde som nægter at afslutte forholdet og som bliver besat af ham. Den blev instrueret af Adrian Lyne, og hovedrollerne spilles af Michael Douglas, Glenn Close og Anne Archer. Filmen blev tilpasset af James Dearden og Nicholas Meyer fra en tidligere kortfilm af Dearden for britisk fjernsyn under navnet Diversion. Filmens handling ligger tæt op ad handlingen i Play Misty for Me fra 1970.
Farligt begær var en stor succes både nationalt og internationalt, og indtjente de næsthøjeste indtægter af filmer i USA i 1987. Den blev godt modtaget af kritikere og modtog seks Oscar-nomineringer, blandt andet for bedste film. Rollefiguren Alex Forrest er blandt de mere kendte filmeksempler på personer med Borderline-personlighedsforstyrrelse. Filmen står også bag udtrykket «kaninkoger» (engelsk: «bunny boiler»).

## Rolleliste
- Michael Douglas – Dan Gallagher
- Glenn Close – Alex Forrest
- Anne Archer – Beth Gallagher
- Ellen Hamilton Latzen – Ellen Gallagher
- Stuart Pankin – Jimmy
- Ellen Foley – Hildy
- Fred Gwynne – Arthur
- Meg Mundy – Joan Rogerson
- Tom Brennan – Howard Rogerson
- Lois Smith – Martha
- Mike Nussbaum – Bob Drimmer
- J.J. Johnston – O'Rourke
- Michael Arkin – Løjtnant

## Eksterne Henvisninger
- Farligt begær på Internet Movie Database (engelsk)
- Farligt begær på Filmdatabasen
- Farligt begær på Scope
- Farligt begær i Svensk Filmdatabas (svensk)
- Farligt begær på AlloCiné (fransk)
- Farligt begær på MovieMeter (nederlandsk)
- Farligt begær på AllMovie (engelsk)
- Farligt begær hos American Film Institute (engelsk)
- Farligt begærs profil hos Encyclopædia Britannica Online (engelsk)
- Farligt begær på Turner Classic Movies (engelsk)